# Cornucopina moluccensis
Cornucopina moluccensis är en mossdjursart som först beskrevs av Busk 1884.  Cornucopina moluccensis ingår i släktet Cornucopina och familjen Bugulidae. Inga underarter finns listade i Catalogue of Life.